# Ville-Dommange
Ville-Dommange ist eine französische Gemeinde mit 405 Einwohnern (Stand: 1. Januar 2022) im Département Marne in der Region Grand Est (vor 2016: Champagne-Ardenne). Sie gehört zum Arrondissement Reims und zum Kanton Fismes-Montagne de Reims. Die Einwohner werden Villedommangois genannt.

## Geographie
Ville-Dommange liegt etwa neun Kilometer südwestlich von Reims. Umgeben wird Ville-Dommange von den Nachbargemeinden Jouy-lès-Reims im Norden und Nordwesten, Les Mesneux im Norden und Nordosten, Sacy im Süden und Osten, Courmas im Südosten sowie Bouilly im Westen.

## Bevölkerungsentwicklung
| Jahr                       | 1962 | 1968 | 1975 | 1982 | 1990 | 1999 | 2006 | 2018 |
| Einwohner                  | 465  | 449  | 427  | 447  | 473  | 461  | 424  | 400  |
| Quellen: Cassini und INSEE |      |      |      |      |      |      |      |      |

## Sehenswürdigkeiten

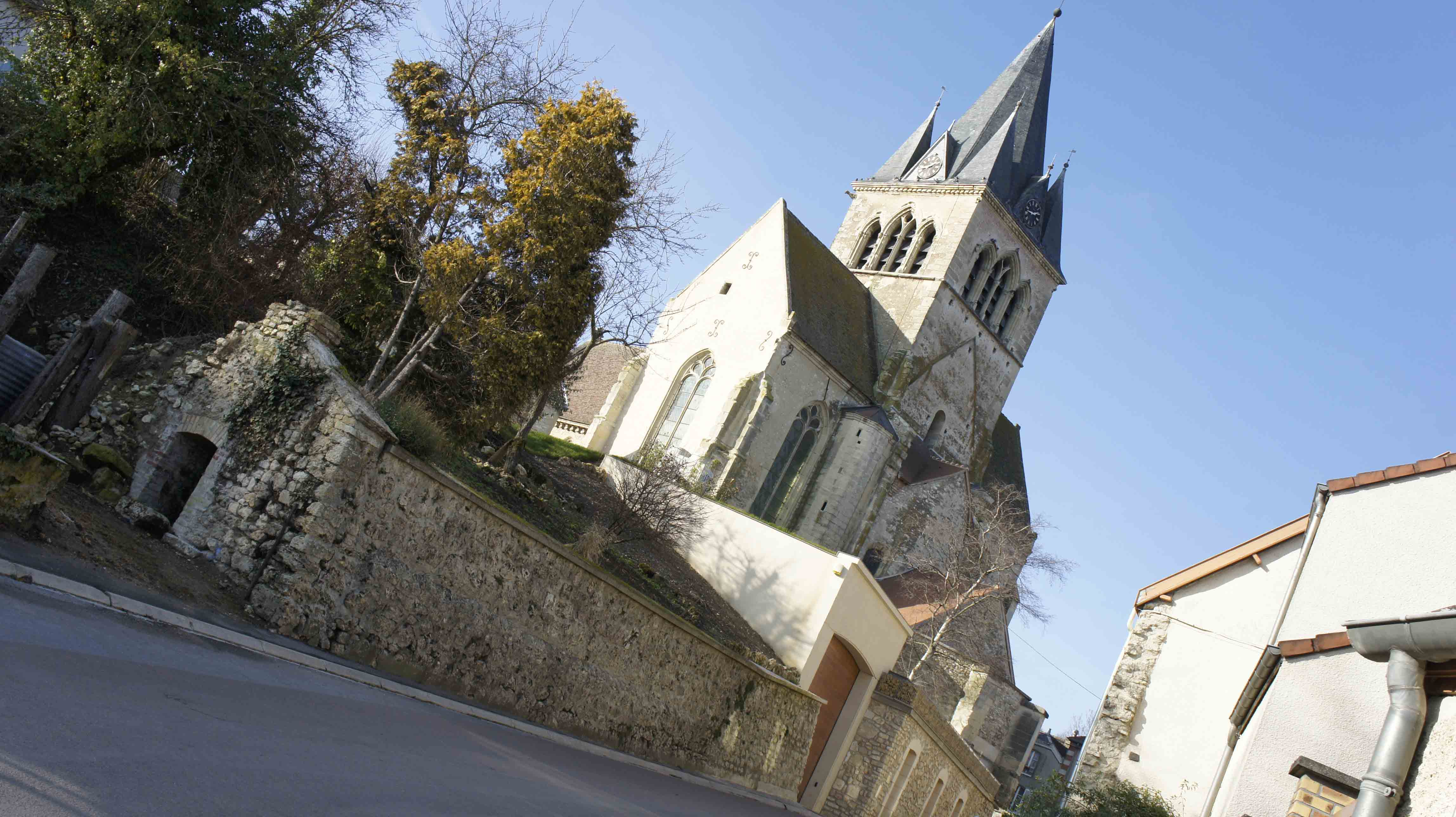
Kirche Saint-Lié
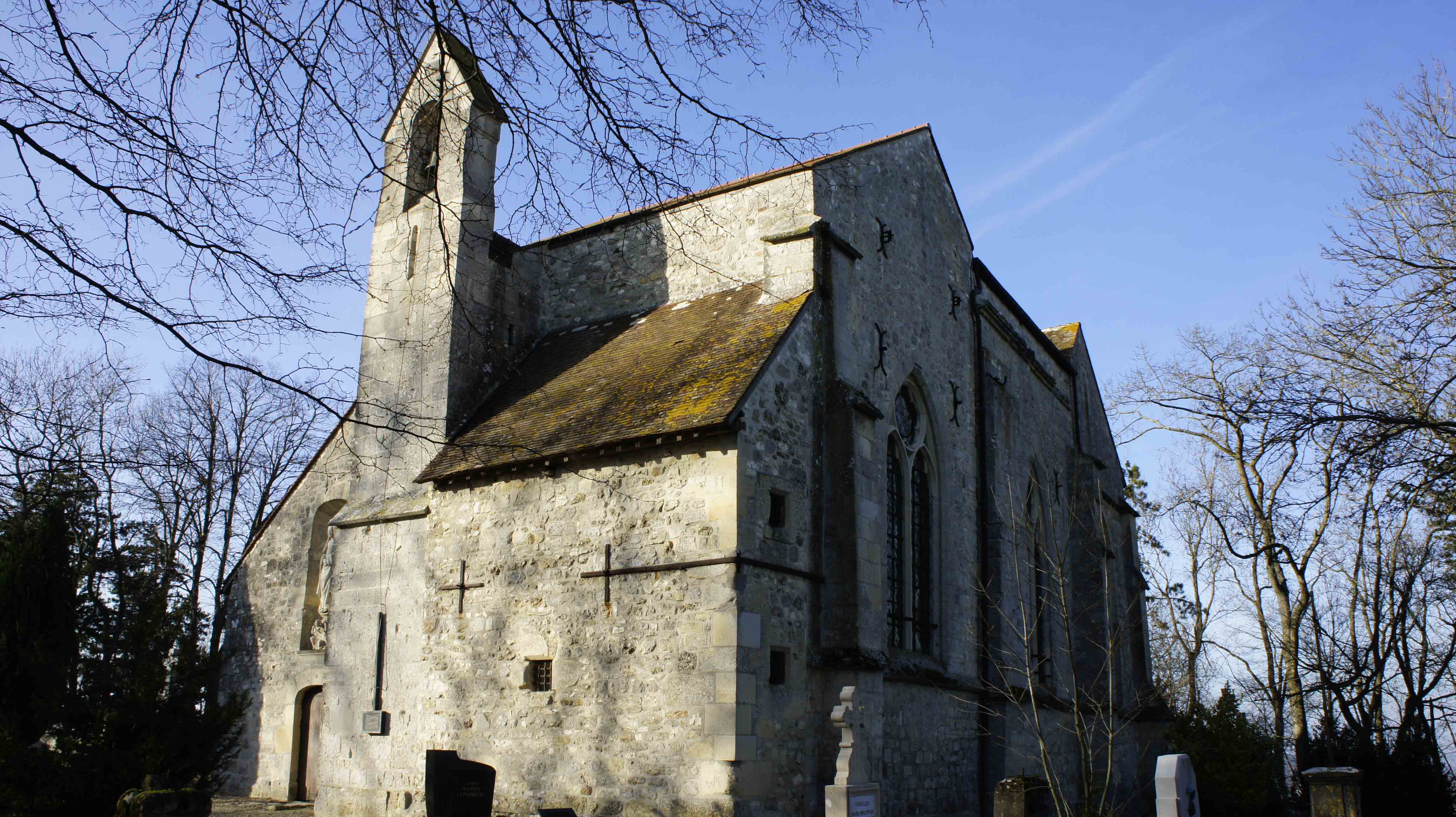
Kapelle Saint-Lié

- Kirche Saint-Lié
- Kapelle Saint-Lié